# Rezervația naturală Liceul Bolgrad
Liceul Bolgrad este o rezervație naturală silvică în raionul Cahul, Republica Moldova (oficial în raionul Comrat din Găgăuzia). Este amplasată în apropierea satului Frumușica; conform amplasamentului forestier se află în subparcela 12C a ocolului silvic Moscovei, Întreprinderea Silvică Manta V. Are o suprafață de 54 ha conform Legii ariilor naturale protejate de stat, sau 55 ha conform unor estimări recente.

## Caracteristici geografice
Rezervația se întinde pe doi versanți cu expoziție estică și vestică, cu grad de înclinare de 2-5 grade, care se unesc într-o vâlcea. Altitudinea este de cca 210 m. Solul este cernoziom xerofit de pădure.
Terenurile agricole din preajmă erau în trecut câmpuri experimentale ale Liceului agricol de la Bolgrad; de aici provine denumirea ariei protejate.

## Diversitate floristică
Aria protejată este o suprafață de pădure cu arboret natural fundamental valoros de stejar pufos (Quercus pubescens) și stejar brumăriu (Quercus pedunculiflora), atribuită la categoria ecosisteme forestiere de stejar pufos și stejar brumăriu din sudul Moldovei.

### Arbori
Arboretul este natural fundamental, relativ plurien. În medie, stejarii brumării (Quercus pedunculiflora) constituie 60% din totalul de exemplare, stejarii pufoși (Quercus pubescens) 30% și ulmii (Ulmus carpinifolia) 10%. Sporadic se întâlnesc și exemplare mature de arțar tătăresc (Acer tataricum). Coeficientul de consistență a arboretului este 0,7, iar volumul masei lemnoase 112 m3/ha.
Stejarul pufos avea în 2005 vârsta de 75 de ani. Diametrul tulpinii constituie 24 cm, unele exemplare atingând 40 cm. Înălțimea constituie 15 m. Stejarii au crescut din lăstari.
Edificatorii comunităților vegetale din aria protejată – stejarii pufoși și cei brumării – nu fructifică în fiecare an, iar când o fac ghindele sunt afectate de vătămători și doar o mică cantitate rămân fertile. Puieții apar în anii cu fructificare abundentă. A fost identificat și un puiet de cireș și ulm. În multe locuri, arbuștii și ierburile sufocă puietul de arbori.

### Arbuști
Stratul de arbuști este bine dezvoltat datorită coronamentului redus al arboretului. Aceștia (mai ales porumbarul) formează pâlcuri la marginea grupurilor de stejar. Înălțimea arbuștilor constituie 1-2 m. Majoritatea vegetează și fructifică.
Lista completă a celor 10 specii de arbuști identificate în aria protejată este următoarea:
- Amygdalus nana
- Cotinus coggygria
- Crataegus monogyna
- Euonymus europaea
- Ligustrum vulgare
- Prunus spinosa
- Rhamnus cathartica
- Rosa canina
- Rosa spinosissima
- Swida sanguinea

### Ierburi
Stratul de ierburi nu este uniform, gradul de acoperire al acestuia variind de la 30% în crângurile de stejar până la 100% în poienele deschise. Primăvara, până la apariția frunzelor pe copaci, înfloresc celnușa (Ornitogalum oreoides), rușcuța (Adonis vernalis) ș.a. Puțin mai târziu apar Vinca herbacea, Carex micheli, Clinopodium vulgare etc. Populația de frăsinel (Dictamnus gymnostilis) este destul de numeroasă.
Au fost identificate 68 de specii de plante ierboase, redate în lista ce urmează. Speciile rare sunt evidențiate cu caractere îngroșate.
- Achillea collina Becker
- Arctium lappa L.
- Artemisia austriaca Jacq.
- Asparagus tenuifolius Lam.
- Astragalus glycyphyllos L.
- Atriplex patula L.
- Ballota nigra L.
- Berteroa incana (L.) DC
- Betonica officinalis L.
- Botriochloa ischaemum (L.) Keng
- Bromopsis inermis (Leys.) Holub
- Buglossoides arvensis (L.) Johnst
- Campanula persicifolia L.
- Carex michelii Host
- Centaurea diffusa Lam
- Cephalaria uralensis (Murr.) Roem. et Schult.
- Chamaecytisus lindemannii (V.Krecz.) Klaskova
- Clinopodium vulgare L.
- Convolvulus arvensis L.
- Dactylis glomerata L.
- Delphinium fissum Waldst.et Kit.
- Dianthus membranaceus Borb
- Dictamnus gymnostylis Stev.
- Elytrigia repens (L.) Nevski
- Eryngium campestre L.
- Euphorbia stepposa Zoz
- Falcaria vulgaris Bernh.
- Festuca valesiaca Gaudin
- Fragaria vesca L.
- Galium verum L.
- Geum urbanum L.
- Hieracium pilosella L.
- Hypericum perforatum L.
- Inula britannica L.
- Inula hirta L.
- Lavathera thuringiaca L.
- Medicago romanica Prod.
- Mycelis muralis (L.) Dumort.
- Origanum vulgare L.
- Ornithogalum oreoides Zahar.
- Phlomis tuberosa L.
- Plantago stepposa Kuprian.
- Plantago lanceolata L.
- Polygonatum latifolium Desf.
- Polygonatum multiflorum (L.) All.
- Potentilla argentea L.
- Potentilla arenaria Borkh.
- Potentilla recta L.
- Ranunculus meyerianus Rupr.
- Salvia nemorosa L.
- Salvia pratensis L.
- Salvia verticillata L.
- Sedum maximum (L.) Hoffm.
- Senecio erucifolius L.
- Silene pseudotites (Bess. ex Reichenb.) Klok.
- Stachys recta L.
- Sonchus arvensis L.
- Tragopogon dubius Scop.
- Thalictrum minus L.
- Trifolium alpestre L.
- Trifolium repens L.
- Urtica dioica L.
- Veronica austriaca L.
- Vicia villosa Roth
- Vinca herbacea Waldst. et Kit.
- Viola elatior Fries
- Viola hirta L.
- Vincetoxicum hirundinaria Medik.

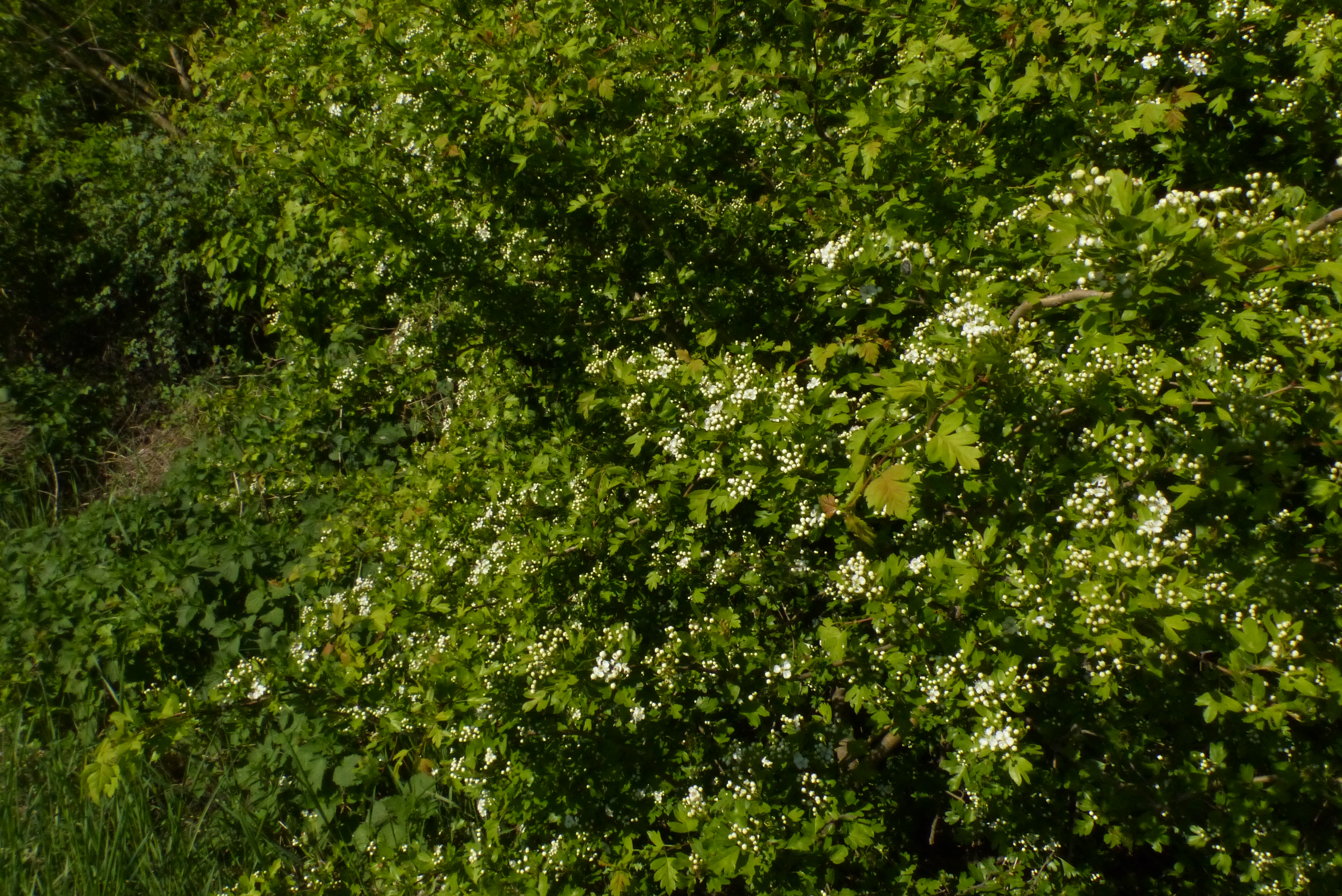
Arbuști
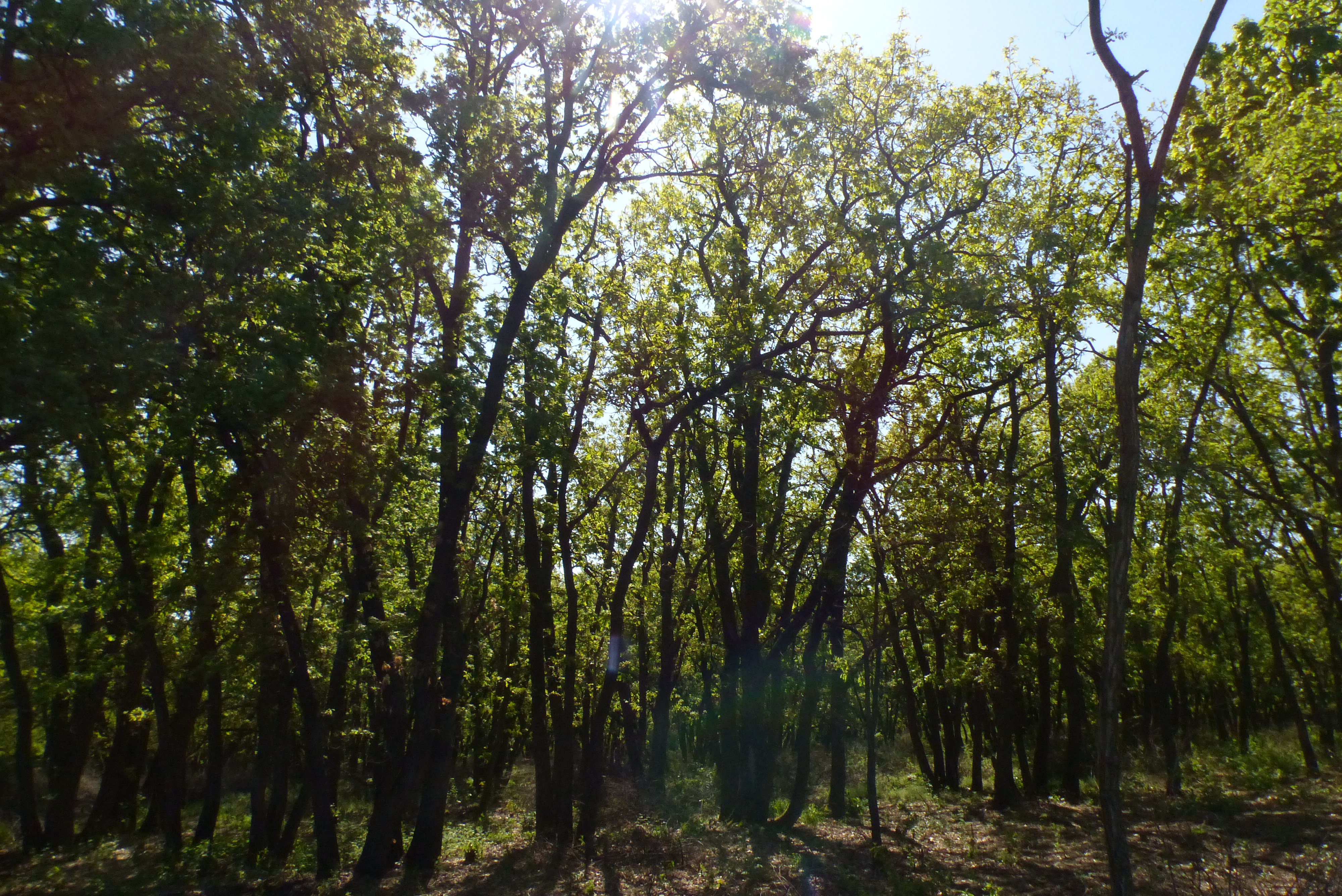
Arboret
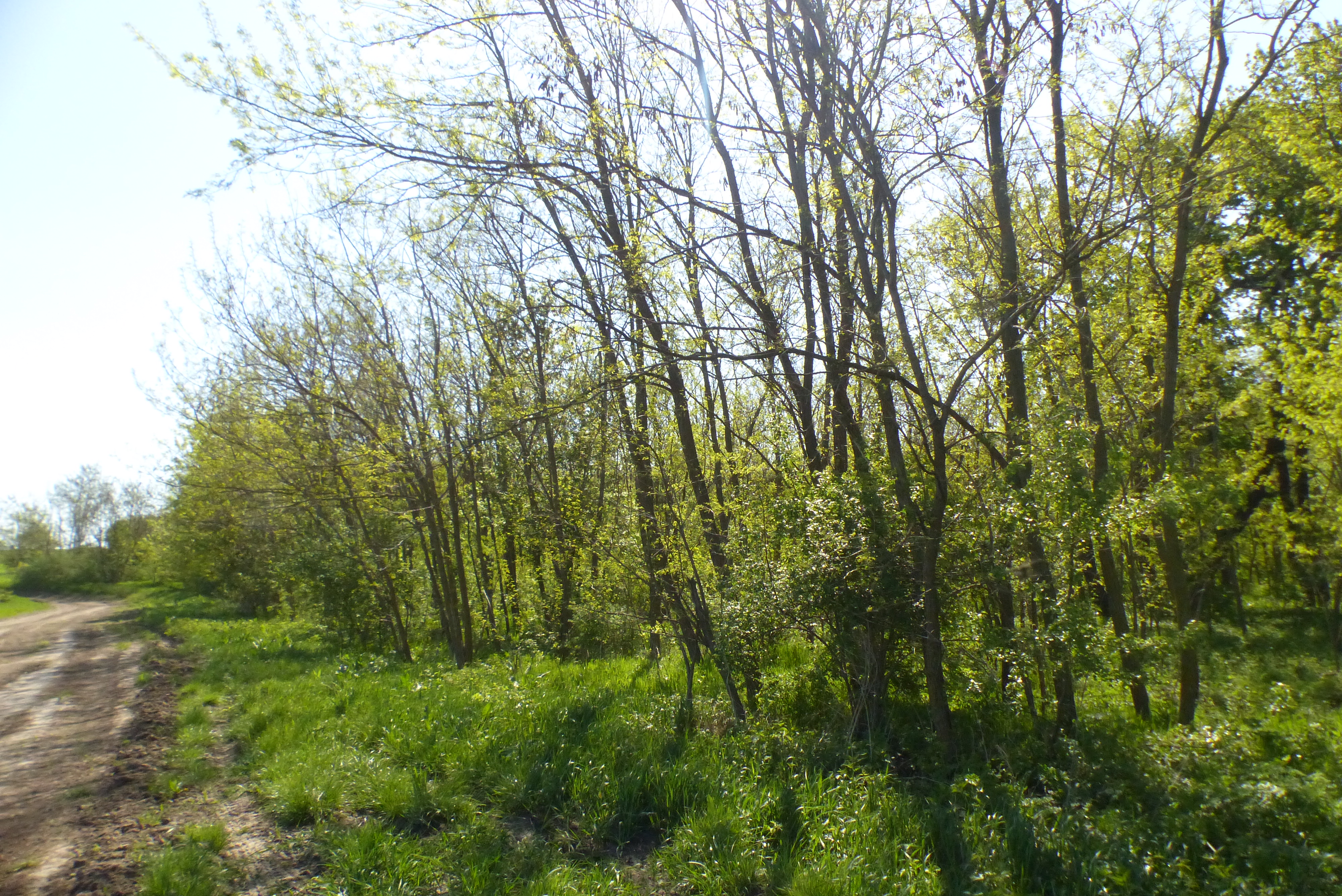
Marginea pădurii

## Statut de protecție
Rezervația naturală Liceul Bolgrad este o suprafață reprezentativă de pădure de stejar pufos și stejar brumăriu, caracteristică pentru pădurile din sudul  Moldovei. Compoziția floristică și peisagistică o face o suprafață valoroasă. Genofondul este constituit din 82 de specii de plante vasculare, dintre care 4 sunt specii rare.
Obiectivul a fost luat sub protecția statului prin Hotărîrea Sovietului de Miniștri al RSSM din 8 ianuarie 1975 nr. 5, care a atribuit zona la categoria ariilor protejate de păduri valoroase. Statutul de protecție a fost reconfirmat prin Legea nr. 1538 din 25 februarie 1998 privind fondul ariilor naturale protejate de stat, Deținătorul funciar al rezervației era, la momentul publicării Legii din 1998, Gospodăria Silvică de Stat Iargara. Între timp, aceasta a trecut în gestiunea Întreprinderii Silvice Manta V.
Pentru optimizarea conservării diversității vegetale, specialiștii recomandă limitarea accesului populației în poienile din aria protejată.